# 젤다의 전설의 CD-i 게임 목록
CD-i 젤다 게임은 필립스가 CD-i 게임 콘솔용으로 개발한, 닌텐도의 젤다의 전설과 동일한 배경을 사용하는 액션 RPG 게임들을 말한다. CD-i 개발시 닌텐도와 기술 협정을 맺고 게임을 공동으로 제작할 예정이었으나, 도중에 닌텐도가 CD-i에의 참여를 전면 포기하면서 젤다와 마리오의 이름에 대한 사용권만 허가하여 필립스가 독자적으로 개발한 게임들이 발매되었다.

## 게임 종류
| 1986 | 젤다의 전설 (NES)                                       |
| 1987 | 링크의 모험 (NES)                                       |
| 1988 |                                                         |
| 1989 |                                                         |
| 1990 |                                                         |
| 1991 | 신들의 트라이포스 (SNES)                                |
| 1992 |                                                         |
| 1993 | 꿈꾸는 섬 (GB, GBC)                                     |
| 1993 | Link: The Faces of Evil and Zelda: The Wand of Gamelon* |
| 1994 | 젤다의 모험*                                            |
| 1995 |                                                         |
| 1996 |                                                         |
| 1997 |                                                         |
| 1998 | 시간의 오카리나 (N64)                                   |

- 링크: 악마의 얼굴 (Link: The Faces of Evil)
- 젤다: 가멜론의 마법봉 (Zelda: The Wand of Gamelon)
- 젤다의 어드벤처 (Zelda's Adventure)